# Drętwokształtne
Drętwokształtne (Torpediniformes) – rząd ryb chrzęstnoszkieletowych (Chondrichthyes) z podgromady spodoustych (Elasmobranchii), obejmujący około 70 gatunków zamieszkujących litoral ciepłych mórz.

## Cechy charakterystyczne
Ciało silnie grzbietobrzusznie spłaszczone, bez łusek. Głowa, tułów i płetwy piersiowe są ułożone w kształt dysku. Oczy małe do szczątkowych, 4 gatunki są ślepe. Tryskawki położone tuż za oczami. Od 0–2 płetw grzbietowych. Dobrze rozwinięta płetwa ogonowa.
Drętwokształtne mają wyspecjalizowane narządy elektryczne umiejscowione pomiędzy głową a płetwami piersiowymi, najlepiej rozwinięte u Torpedinidae, zdolne do wytwarzania prądu (8–230 V, ok. 30 A). Ich porażenie może być niebezpieczne dla człowieka.
Prowadzą przydenny tryb życia. Są jajożyworodne.

## Systematyka
Do drętwokształtnych zaliczane są rodziny:
- Platyrhinidae Jordan, 1923
- Narkidae Fowler, 1934
- Narcinidae Gill, 1862
- Hypnidae Gill, 1862 – jedynym przedstawicielem jest Hypnos monopterygius (Shaw, 1792)
- Torpedinidae Henle, 1834 – drętwowate

Torpedinidae charakteryzują się owalnym kształtem dysku, Hypnidae mają krótki ogon, a Narkidae – krótki pysk.